# 海津市医師会病院
海津市医師会病院（かいづしいしかいびょういん）は、岐阜県海津市にある病院である。一般社団法人である海津市医師会が運営する。

## 概要
海津市の地域医療を目的にして海津市医師会が独自に運営している病院である。
標榜診療科は、内科、外科、整形外科、リハビリテーション科、リウマチ科。
総病床数は全部で135床（一般病床：99床、療養病床：36床）。
開放型病院、救急告示病院である。

## 所在地
- 岐阜県海津市海津町福江656-16

## 沿革
- 1990年（平成2年）：海津郡医師会病院として開院。
- 2005年（平成17年）3月28日：海津郡3町（平田町、海津町、南濃町）が合併し、海津市となる。それに伴い、海津市医師会病院に改称。

## 医療機関の認定
- 保険医療機関[1]
- 労災保険指定医療機関[1]
- 指定自立支援医療機関（更生医療）[1]
- 指定自立支援医療機関（育成医療）[1]
- 身体障害者福祉法指定医の配置されている医療機関[1]
- 生活保護法指定医療機関[1]
- 結核指定医療機関[1]
- 難病の患者に対する医療等に関する法律に基づく指定医療機関[1]
- 戦傷病者特別援護法指定医療機関[1]
- 原子爆弾被害者医療指定医療機関[1]
- 原子爆弾被害者一般疾病医療取扱医療機関[1]
- 公害医療機関[1]
- 特定疾患治療研究事業委託医療機関[1]
- 協会けんぽ生活習慣病健診実施機関[3]
- 日本糖尿病学会認定教育施設[3]

## 交通機関
- 養老鉄道養老線「石津駅」から海津市コミュニティバス乗車、「医師会病院」停留所より徒歩で約1分[1]。
- 養老鉄道養老線「駒野駅」から海津市コミュニティバス乗車、「医師会病院」停留所より徒歩で約1分[1]。

## 周辺
- 海津市立大江小学校[4]
- 長良川[4]